# Paul Wilpert (Politiker)
Paul Wilpert (* 6. Januar 1925 in Zauditz, Hultschiner Ländchen; † 12. Dezember 2011 in Berlin) war ein deutscher Politiker (SED). Er war stellvertretender Verkehrsminister und leitender Funktionär der Luftfahrt der DDR.

## Leben
Der Sohn eines Arbeiters absolvierte nach dem Besuch der Volksschule bis 1943 eine Lehrerbildungsanstalt. In der Flieger-HJ beschäftigt er sich mit dem Flugzeugmodellbau und erwarb er den Luftfahrerschein für Segelflug. Nach einer kurzen Zeit beim Reichsarbeitsdienst (RAD) wurde er 1944 zur Luftwaffe eingezogen. Er erhielt von Februar 1944 bis März 1945 eine Ausbildung an der Flugzeugführerschule Prenzlau und geriet bald darauf als Fahnenjunker in sowjetische Kriegsgefangenschaft. Er arbeitete als Holzfäller im Ural und als Elektroschweißer im Arbeitslager Ischewsk. Wilpert besuchte 1949 die Antifa-Schule 2040 in Riga.
Anfang 1950 kehrte Wilpert nach Deutschland zurück und ging in die DDR. Er wurde Mitglied der Freien Deutschen Jugend (FDJ) und der SED. Er arbeitete in der Abteilung Sport des Zentralrates der FDJ und 1951 im Organisationskomitee für die III. Weltfestspiele der Jugend und Studenten in Berlin. Als Sektorenleiter im Zentralrat schuf er die Grundlagen für den Flugsport und Flugmodellbau. 
Am 1. Dezember 1950 trat er mit dem Dienstgrad VP-Oberrat (Major) in die Kasernierte Volkspolizei (KVP) ein. Er wurde 1952 mit der Leitung des Vorbereitungskurses für den Lehrgang X beauftragt und baute ab August 1952 als Kommandeur im Rang eines Oberstleutnants die 1. Fliegerdivision in Cottbus auf. Nach der Umbenennung der VP-Luft in „Verwaltung der Aeroklubs“ im September 1953 wurde er Kommandeur des 3. Aeroklubs Bautzen. Von 1955 bis 1957 studierte er an der Militärakademie der sowjetischen Luftstreitkräfte in Monino bei Moskau und war anschließend vom 1. Mai 1957 bis 31. Oktober 1960 als Oberst Stellvertreter des Chefs der Luftstreitkräfte der Nationalen Volksarmee (LSK/LV) (Nachfolger von Walter Lehweß-Litzmann). Seine fliegerische Qualifikation erfolgte auf den Flugzeugtypen Jak-18, Jak-11, MiG-15 und MiG-17.
Nach der Umbildung der Hauptabteilung Zivile Luftfahrt (HAZL) im Ministerium für Verkehrswesen zur Hauptverwaltung Zivile Luftfahrt (HVZL) im Januar 1961 wurde er stellvertretender Leiter der HVZL und schied aus dem aktiven Militärdienst aus. Von Juli 1965 bis 1975 fungierte er als Nachfolger von Arthur Pieck als Leiter der HVZL und gleichzeitig als Stellvertreter des Ministers für Verkehrswesen der DDR. 
Wilpert studierte an der Hochschule für Verkehrswesen „Friedrich List“ mit dem Abschluss als Diplom-Ingenieur-Ökonom und an der Parteihochschule „Karl Marx“. Zuletzt übte er Funktion des Direktors des Betriebes Verkehrsflug der Interflug aus und ging 1989 in den Ruhestand. 
Wilpert starb im Alter von 86 Jahren und wurde am 6. Januar 2012 (seinem Geburtstag) auf dem Friedhof Aßmannstraße Berlin-Friedrichshagen beigesetzt.

## Auszeichnungen
- 1959 Vaterländischer Verdienstorden in Silber